# Punta Walker
El Punta Walker o Pointe Walker és una muntanya de 4.208 metres que es troba entre les regions de l'Alta Savoia a França i de la Vall d'Aosta a Itàlia. Forma part de les Grandes Jorasses conjuntament amb les puntes Whymper (4.184 m.), Croz (4.110 m.), Marguerita (4.065 m.), Hélèna (4.045 m.) i Young (3.996 m.)

## Toponímia
El nom Walker d'aquest cim prové d'Horace Walker, el president del British Alpine Club, qui en realitzà la primera ascensió.